# Pareas atayal
Pareas atayal es una especie de serpientes de la familia Pareidae.

## Distribución geográfica yhábitat
Es endémica del centro de Taiwán. Su rango altitudinal oscila entre 100 y 2000 m s. n. m..